# 實川風
實川 風（じつかわ かおる、1989年12月28日 - ）は、千葉県旭市出身のクラシック音楽のピアニスト。東京藝術大学ピアノ科講師。

## 略歴
千葉県旭市で生まれ、3歳よりピアノを始める。東京芸術大学音楽学部附属音楽高等学校、ならびに東京芸術大学音楽学部を首席で卒業し、同大学院修士課程修了。さらに、グラーツ国立音楽大学ポストグラデュエイト課程を修了。これまで、山田千代子、御木本澄子、多美智子、江口玲、マルクス・シルマーの各氏に師事。

### 共演歴
これまでにポーランド国立クラクフ室内管弦楽団、東京フィルハーモニー交響楽団、東京交響楽団、東京シティ・フィルハーモニック管弦楽団、新日本フィルハーモニー交響楽団、日本フィルハーモニー交響楽団、東京ニューシティ管弦楽団、大阪交響楽団、名古屋フィルハーモニー交響楽団、千葉交響楽団などとの共演がある。国内ではTVアニメ「ユーリ!!! on ICE」挿入曲の演奏や、題名のない音楽会といったメディア出演など活動は多岐に渡る。

### 招聘歴
上海音楽祭、ソウル国際音楽祭、ノアン・ショパンナイト(フランス)・アルソノーレ(オーストリア)といった音楽祭に招待されるなど世界的に活動の場を広げている。

## ディスコグラフィ
- ザ・デビュー(2016年、ソニーミュージックダイレクト)
- プレイズ・ショパン(2017年、ソニーミュージックダイレクト)

## コンクール歴
- 2002年 - 第56回日本音楽コンクール ピアノ部門 中学校[7]
- 2003年 - 第27回ピティナ・ピアノコンペティション 全国決勝大会 銅賞Jr.G級、優秀賞[8]
- 2005年 - 第2回福田靖子賞選考会 入賞[9]
- 2007年 - 第8回ショパン国際コンクールin ASIA 一般部門 金賞[10]
- 2007年 - 第3回福田靖子賞選考会 優秀賞第1席（第2位）[9]
- 2007年 - 第31回ピティナ・ピアノコンペティション 全国決勝大会 特級銅賞、聴衆賞[11]
- 2008年 - 第77回日本音楽コンクール 第3位[12]
- 2008年 - 第4回名古屋国際音楽コンクール 第1位、聴衆賞、ビクター賞、名フィル賞[13]
- 2011年 - 第20回名古屋名駅ロータリークラブ 椿賞受賞[14]
- 2013年 - サザンハイランド国際ピアノ・コンクール(オーストラリア)　第2位
- 2015年 - 日本ショパンピアノコンクール2015　第1位[15]
- 2015年 - ロン＝ティボー=クレスパン国際コンクール[16]財団主催マルグリット・ロン国際ピアノコンクール第3位(1位なし)・最優秀リサイタル賞・最優秀新曲賞
- 2016年 - カラーリオ国際ピアノコンクール第1位(イタリア)、聴衆賞
- 2017年 - アルカンジェロ・スペランツァ国際ピアノコンクール第3位[17]

### 音楽配信
- 實川風 - mora
- 實川風 - YouTube Music チャンネル
- 實川風 - Spotify
- 實川風 - Apple Music

### 動画
- Kaoru Jitsukawa – Fantasy in F minor, Op. 49 (first stage, 2010) - YouTube
- Kaoru Jitsukawa – Etude in A minor, Op. 25 No. 4 (first stage, 2010) - YouTube
- Kaoru Jitsukawa – Etude in C sharp minor, Op. 25 No. 7 (first stage, 2010) - YouTube
- Kaoru Jitsukawa – Etude in C minor, Op. 10 No. 12 (first stage, 2010) - YouTube